# Resolució 1660 del Consell de Seguretat de les Nacions Unides
La Resolució 1660 del Consell de Seguretat de les Nacions Unides, adoptada per unanimitat el 28 de febrer de 2006 després de recordar les resolucions 827 (1993), 1166 (1996), 1329 (2000), 1411 (2002), 1431 (2002), 1481 (2003), 1503 (2003), 1534 (2004) i 1597 (2005), el Consell va modificar l'estatut del Tribunal Penal Internacional per a l'antiga Iugoslàvia (TPII) sobre el nomenament de jutges de reserva.
El Consell es va mostrar convençut d'una proposta del president del TPIAI que el Secretari General de les Nacions Unides designava jutges de reserva d'entre els jutges temporals per estar presents en cada etapa d'un judici al que han estat designats i, si és necessari, reemplaça el jutge president si aquest jutge no pot continuar presidint. En virtut del Capítol VII de la Carta de les Nacions Unides, el Consell va modificar en conseqüència l'estatut del Tribunal.
El nombre de jutges temporals també va augmentar de nou a dotze.